# Goebeliella
Goebeliella, monotipski rod jetrenjarki smješten u vlastitu porodicu Goebeliellaceae, dio reda Porellales. Postoje dvije priznate vrste. Porodica je opisana 1932.

## Vrste
1. Goebeliella cornigera (Mitt.) Steph.
2. Goebeliella glauca M.A.M. Renner